# 盧基揚尼夫卡 (赫爾松州)
46°46′39″N 33°38′49″E / 46.77750°N 33.64694°E
盧基扬尼夫卡（烏克蘭語：Лук'янівка）是位於烏克蘭南部的村莊，由赫爾松州卡霍夫卡區的柳比米夫卡市鎮負責管轄。該村始建於1900年，面積0.002平方公里，海拔高度55米，2001年人口45，人口密度每平方公里22,500人。